# Just Follow
Just Follow è il terzo e ultimo singolo dall'EP di debutto, della cantante sudcoreana Hyuna.
La canzone è stata registrata nel 2011 . La traccia è stata scritta da Dok.2 ed è stata pubblicata l'11 agosto 2011.

## Il brano
Il brano prevede un featuring con Il rapper Dok.2 ma nelle esibizioni live viene sostituito da Zico membro dei BlockB.
Il brano è stato promosso in vari show con il singolo Bubble Pop.

## Video
Il video è uscito ad agosto su YouTube  ed ottenne 1.321.320 visualizzazioni.
Il video contiene l'esibizione del singolo e frammenti di video di I My Me Mine delle 4Minute e Diva di Beyoncé.

## Classifiche
| Posizioni                  | Massima posizione |
| -------------------------- | ----------------- |
| Gaon Digital chart         | 20                |
| Gaon Streaming chart       | 22                |
| Gaon Download chart        | 23                |
| Gaon BGM chart             | 45                |
| Gaon Mobile Ringtone chart | 117               |